# يوم المراقب
يوم المراقب وهو يوم من أيام العرب في الجاهلية وكان بين بنو لحيان من هذيل وبني كعب من خزاعة وبعض بني المصطلق من خزاعة.

## خبر المعركة
قال الراوية الجمحي في ذكر هذا اليوم.
| يوم المراقب | ثم غزتهم بنو كعب - من خزاعة وتغلل رجل من بني المصطلق وكان بين بني لحيان وبني المصطلق قسامة يأكل بعضهم مع بعض ويشرب فتغلل رجل منهم مع بني كعب ( فقتلتهم بنو لحيان يومئذ ) وأخذ مالك زهير بن الاغر المصطلقي فقال ألا أراك مع القوم ؟ أغادرا ذليلا ! - وكان المصطلقي قد حاول الغدر بهذيل مع الغزاة - فقال المصطلقي اعفوا فوالله ما تقتلوني بذحلٍ ولا بقتل بني لحيان فقال أقتلك بصخر الغي قال والله لقد انتبذ صخر الغي القتلى ووسخهم قال ولكن تبوء بنعلية كأنه استقل صخرا يقول قد قتلنا من هو أرفع منه وأتبل وهو صاحب راحة فروع | يوم المراقب |

فقال في هذا اليوم مالك بن خالد الخناعي وهو من هذيل.